# Jukji-anneun ingandeur-ui bam
Jukji-anneun ingandeur-ui bam (죽지않는 인간들의 밤?), noto anche con il titolo internazionale Night of the Undead, è un film del 2020 scritto e diretto da Shin Jung-won.

## Trama
So-hee crede di avere trovato in Man-gil, l'uomo che ha appena sposato, la persona perfetta, essendo lui cortese e sempre pieno di energia. Tuttavia in lui c'è qualcosa che non la rende tranquilla, tanto da farle pensare a volte che suo marito non sia umano; a un certo punto i suoi sospetti si rivelano fondati, e So-hee scopre che Man-gil sta pianificando il suo assassinio.

## Distribuzione
In Corea del Sud la pellicola è stata distribuita dalla TCO, a partire dal 29 settembre 2020.